# Bydgoscy urzędnicy ziemscy
Bydgoscy urzędnicy ziemscy – urzędnicy ziemscy na ziemi bydgoskiej od początku XIV wieku do czasu I rozbioru Polski.

## Historia bydgoskich urzędów ziemskich
Pierwszym ziemskim urzędem bydgoskim była kasztelania, powołana do istnienia w latach 20. XIII wieku.
Jednak dopiero początek XIV wieku przyniósł rozwój średnich i niższych urzędów ziemskich, które związane były z wyodrębnieniem księstwa bydgosko-wyszogrodzkiego.

### Okresksięstwa bydgosko-wyszogrodzkiego(1314-1325)
Wśród trzech dzielnicowych księstw zachodniokujawskich, tylko jedno z nich (inowrocławskie) posiadało pełną hierarchię urzędniczą.
Księstwo bydgosko-wyszogrodzkie uznawane za drugie w hierarchii „starszeństwa” posiadało jedynie podstawowe urzędy o funkcjach administracyjnych, sądowych, fiskalnych i obronnych.
Najważniejszym urzędem była kasztelania, następnie średnie urzędy ziemskie: podkomorstwo i sędstwo. Zajmowali je przedstawiciele najbogatszych i najbardziej wpływowych rodów (Leszczyce, Rolice, Kotwice, Pomianowie).
Spośród urzędów niższych znalazło się w Bydgoszczy i Wyszogrodzie: podczaszostwo, podkoni oraz podstolstwo (komornicy). Urzędnicy niższego szczebla mogli wywodzić się z drobnego rycerstwa.
Rozwój urzędów bydgosko-wyszogrodzkich został zahamowany po 1318 r., kiedy książę Leszek zrzekł się swej zwierzchności na rzecz Przemysława i odtąd wiele urzędów ziemskich dla dzielnicy inowrocławskiej i bydgosko-wyszogrodzkiej było wspólnych.

### Okres rządówlenników(1370-1392)
Odtwórcą bydgoskich urzędów ziemskich był Kazimierz Słupski, w latach 1370–1377 panujący na zamku bydgoskim. Utworzył urząd podczaszego (1372), podsędka (1373), chorążego (1376).
Urzędy te raczej nie były kontynuacją średnich i niższych urzędów bydgosko-wyszogrodzkich funkcjonujących w latach 1310–1325, ponieważ poza podczaszym nie znalazły one swych odpowiedników w bydgoskim władztwie Kaźka.
Bydgoska hierarchia ziemska utworzona przez księcia nie była pełna. Brak było np. ważnego urzędu – sędstwa, gdyż książę rolę sędziego pozostawił sobie powołując tylko podsędka bydgoskiego. Wśród urzędników bydgoskich brakuje również innych obecnych w niektórych pełnych hierarchiach kujawskich: podkomorzego, skarbnika, stolnika, podkoniego, konarskiego, podłowczego, cześnika, miecznika.

### Okres rządówWładysława Jagiełły(1392-1434)
W 1392 r. król Władysław Jagiełło włączył starostwo bydgoskie na prawach powiatu do nowo kształtowanego województwa inowrocławskiego, które odziedziczyło po okresie dzielnicowym aż trzy hierarchie urzędnicze: inowrocławską, bydgoską i gniewkowską.
Jagiełło nie zlikwidował urzędów ziemskich bydgoskich, a nawet w 1400 r. powołał nowego urzędnika: łowczego bydgoskiego. Jednak określenie terytorium bydgoskiego jako powiatu spowodowało stopniową redukcję urzędów i przenoszenie tytulatury na urzędników inowrocławskich. Znalazło to odzwierciedlenie w losach bydgoskiego podsędstwa, które zachowało się jedynie w tytulaturze jaką do połowy XV wieku dodawali sobie sędziowie i podsędkowie inowrocławscy.
Za czasów Jagiełły hierarchia bydgoska składała się z jednego urzędu wyższego – kasztelanii, dwóch urzędów średnich – chorąstwa i podsędstwa (w tytulaturze), oraz trzech niższych: podstolstwa, podczaszostwa, łowczostwa.

### Zanik urzędów
W miarę upływu czasu w kontekście tendencji do redukowania liczby urzędów ziemskich, tytulatura bydgoska zanikała. W województwie inowrocławskim złożonym z trzech terytoriów dzielnicowych gniewkowskie urzędy ziemskie zanikły do połowy XV wieku, natomiast bydgoskie uległy ograniczeniu.
Podczaszostwo i łowczostwo zanikło po śmierci nominatów jagiełłowych.
Z bydgoskich urzędów po 1480 r. zachowało się jedynie kasztelaństwo oraz chorąstwo, co miało przypominać o pewnej odrębności powiatu od reszty województwa i służyć celom reprezentacyjnym (pozostawiono chorągiew bydgoskiego pospolitego ruszenia).
W 1449 r. pojawił się ponadto bydgoski podstoli, ale urząd ten powstał i zanikł za rządów Kazimierza Jagiellończyka.

### Odtworzenie urzędów
Częściowe wzbogacenie urzędów ziemskich nastąpiło w XVII wieku, kiedy w 1685 r. pojawił się wojski bydgoski.
Na nowo bydgoską hierarchię ziemską powołano w szerszym zakresie dopiero w 1726 r. na podstawie konstytucji Sejmu. Powstały wtedy nowe urzędy ziemskie bydgoskie: cześnika, łowczego, miecznika, podstolego, skarbnika, stolnika.
W 1765 r. wojski bydgoski został przekształcony w wojskiego większego przy równoczesnym pojawieniu się wojskiego mniejszego.

### Starostwo
Odrębnym zagadnieniem jest bydgoskie starostwo grodowe, które powołane przez Kazimierza Wielkiego zachowało się do końca okresu staropolskiego. Starostowie byli urzędnikami ziemskimi mianowanymi przez króla i w jego imieniu sprawującymi administrację i sądownictwo na terenie Bydgoszczy i powiatu bydgoskiego.

## Przegląd urzędników bydgoskich[2]

### Chorążowie
Urząd ten dawał sposobność uzyskania krzesła kasztelańskiego. Do godności chorążego pretendowali przedstawiciele miejscowego rycerstwa. Niektórzy z nich przejawiali aktywność polityczną, czasem nie ustępującą kasztelanom.
- Waszek z Rusinowa – (1376–1385),
- Mikołaj Krączek z Rakojad – ziemianin wielkopolski (23 marca 1399 – 18 lutego 1401),
- Piotr (Pietrasz) z Kobielic – (7 marca 1402–1413),
- Wojciech Strzała z Kotomierza – (wzmianka 18 września 1419 r.),
- Mikołaj ze Ślesina herbu Nałęcz (1432–1454)[3],
- Mikołaj Kościelecki (wzmianka 1433 r.),
- Jan Brzozogłowy z Rzuczewa – (1463–1469)[4],
- Wawrzyniec z Siedlec – (1470–1482),
- Jan Polak Karnkowski – (1486–1497) hetman wojsk zaciężnych, starosta międzyrzecki.

### Sędziowie i podsędkowie
- Przybysław z Leszcz – sędzia bydgosko-wyszogrodzki (18 listopada 1310 – przed 6 kwietnia 1315),
- Jakub z Leszcz – sędzia bydgosko-wyszogrodzki (wzmianka 25 lipca 1315),
- Krzywosądz z Nieciszewa – podsędek bydgoski (1373–1375),

Od 1392 r. tytulatura sędziów generalnych ziemskich województwa inowrocławskiego była trzyczłonowa inowrocławsko-bydgosko-gniewkowska. Od 1426 r. jest dwuczłonowa – inowrocławsko-bydgoska, a od 1462 r. jednoczłonowa – inowrocławska
- Jarosław z Sadlna – sędzia inowrocławski i bydgoski (1389–1419)[5],
- Jan Roszkowski dziedzic Dąbrówki – sędzia inowrocławsko-bydgoski (1420–1430)[6],
- Maciej z Ośna – sędzia inowrocławsko-bydgoski, oraz Wojciech z Kaczkowa – podsędek[7],
- Mikołaj z Modliborzyc – sędzia inowrocławsko-bydgoski (wzmianka 1460 r.), Jarosław z Ludziska podsędek, Grot z Niemojewa pisarz.

### Podkomorzowie
- Bogumił z Pakości – podkomorzy bydgosko-wyszogrodzki (6 kwietnia 1315 – 11 czerwca 1318 r.),
- Otto – podkomorzy bydgoski (wzmianka 1384 r.).

### Podczaszowie
- Jasiek z Kościelca – podczaszy bydgosko-wyszogrodzki (11 czerwca 1318 – 1325),
- Wyszek z Gądcza herbu Grzebień – podczaszy bydgoski (1372–1395),
- Dziersław ze Ślesina – (1413–1427),
- Nasław z Gogolina i Krążkowa – (1430–1454)[8].

### Łowczowie
- Jan z Goliny herbu Rawa (1400–1434).

### Podstolowie
- Jan z Grabia herbu Pomian (1449–1485).

### Podkoni
- Jasiek z Kościelca – podkoni bydgosko-wyszogrodzki (18 listopada 1310 – 6 kwietnia 1315).

### Komornik
- Wacław – komornik bydgosko-wyszogrodzki (1314–1315).

### Burgrabiowie
O pierwszym burgrabim bydgoskim mowa jest w akcie lokacyjnym miasta Bydgoszczy. Burgrabia był instancją odwoławczą od wyroków sądów miejskich. Sprawami sądowym zajmował się sąd ławniczy, instancją odwoławcza była rada miejska. Dalej można było odwoływać się do rady miasta Inowrocławia. Gdy i to nie zadowalało, wtedy można było zwrócić się do burgrabiego bydgoskiego, jednak tylko ze sprawami dużej wagi. Na całym obszarze miasta przynależnym miastu jurysdykcja podlegała wójtowi, jednak miejski odcinek rzeki Brdy został wyjęty i pozostawiony kontroli burgrabiego.
- Nieznany z imienia – wystąpił w dokumencie z 1358 r.,
- Budko – wzmianka w 1364 r.,
- Bernard – wzmianka w 1409 r.[9],
- Pakosz – I połowa XV wieku[10],
- Dytrych ze Stanominia – wzmianka 9 stycznia i 4 maja 1457 r.,
- Maciej z Goszni – wzmianka 19 grudnia 1477 r.,
- Teodor ze Strzenominia – wzmianka grudzień 1480 r.[11],
- Bartłomiej Nieciszewski – był obecny przy powołaniu cechu szyprów w 1487 r., w latach 1509-1513 był podsędkiem inowrocławskim, a potem sędzią inowrocławskim (do 1520 r.),
- Daniel – wzmianka 6 marca 1494 r.,
- Piotr z Zagajewic – wzmianka 29 listopada 1502 r.[12],